# Mentaal lexicon
Mentaal lexicon is een term die wordt gebruikt in de taalkunde. Mogelijke definities zijn "de persoonsgebonden en in de hersenen opgeslagen kennis van de betekenis, klank en vorm van woorden", of: "de systematische representatie van woordkennis in het geheugen". 
Het mentale lexicon wordt vanaf de babytijd opgebouwd. Er wordt voortdurend aan gewerkt, bijvoorbeeld bij het volgen van onderwijs.

## Functie
Het mentale lexicon fungeert als opslagplaats van woorden in het grotere netwerk van het geheugen, meer in het bijzonder het langetermijngeheugen. Het bevat ook semantische en syntactische informatie, dus over de betekenis en hoe een woord is ingebed in een zin, over de woordvormen en de manier waarop het woord wordt uitgesproken, al behoort de syntaxis volgens de meeste taalkundigen eerder tot de mentale grammatica; het begrip mentaal lexicon wordt dan ingeperkt tot de in het geheugen opgeslagen primitieve eenheden. Men spreekt in dit verband ook wel van lexicale eenheden of lexicale representaties. 
Bij het luisteren naar en produceren van spraak wordt voortdurend uit dit lexicon geput. Bekende en meer frequent gebruikte woorden worden sneller opgespoord dan onbekende of minder frequente. Een volwassen spreker beschikt normaal gesproken over een lexicon van ongeveer 50.000 woorden en kan zonder enige moeite drie woorden per seconde begrijpen of produceren. 
Vermoedelijk worden in het mentale lexicon woordvorm en betekenis "samengesmeed". 
Bij het begrijpend lezen van woorden moeten woordvorm en woordbetekenis worden geanalyseerd, voordat men toegang heeft tot de woordrepresentatie in het mentale lexicon.

## Woordeigenschappen
In het mentale lexicon worden volgens Mommers en Van Dongen (1986) van elk woord de volgende eigenschappen opgeslagen:
- fonologische identiteit, te onderscheiden in:
  - akoestische identiteit (klank)
  - articulatorische identiteit (uitspraak)
- morfologische identiteit (woordopbouw)
- semantische identiteit (betekenis)
- syntactische identiteit (woorden in zinnen)
- orthografische identiteit (schrijfwijze)
- pragmatische identiteit (gebruik)